# 朝日インタラクティブ
朝日インタラクティブ（あさひインタラクティブ）とは、朝日新聞社傘下のインターネットメディアサイト運営企業のことである。CNET Japan、ZDNET Japan、CNN.co.jpなどを運営している。

## 概要
日本では、1997年にCNETのテレビ版をテレビ東京がダイジェスト版として放送した。同年より2002年末までNTTPCコミュニケーションズがライセンス供与を受け日本語版ウェブサイトを運営した。2002年8月、CNET Networks, Inc.がバックテクノロジーズ株式会社（御手洗大祐社長、当時）を買収し、2003年1月、社名をシーネットネットワークスジャパン株式会社と変更して、日本語版ウェブサイトの運営を引き継いだ。
CNETは2000年、IT系ニュースサイトとして当時最大のライバルであったZDNetを買収したが、以降も「ZDNet Japan」はソフトバンク・ジーディーネット（現・ITmedia）による運営が続き、2004年1月、ライセンス契約期限切れに伴いサイト名を「ZDNet Japan」から「ITmedia」へ変更した。2005年4月、シーネットネットワークスジャパンにより「ZDNet Japan」が改めて開設された。
2009年7月1日、朝日新聞社が、シーネットネットワークスジャパンが運営する「CNET Japan」「ZDNet Japan」「GameSpot Japan」「鉄道コム」などのサイト運営事業を買収し、事業承継すると発表された。同年9月1日以降、シーネットネットワークスジャパンから新設分割によって設立された朝日新聞社の完全子会社、朝日インタラクティブ株式会社によって運営されている。朝日新聞（旧asahi.com）、CNET Japanの双方で互いの主要記事へのリンクが掲載される。
GameSpot Japanは2012年12月17日をもって終了し、過去の記事も閲覧できなくなった。以降はCNET Japanにコンピュータゲーム関連の記事が掲載されている。
2025年10月1日にいずれも朝日新聞子会社の株式会社朝日デジタルラボ、サムライト株式会社、株式会社ディーイーシー・マネージメントオフィスを統合し、株式会社4X（フォーエックス）に商号変更する予定。また、朝日インタラクティブのウェブ受託開発事業は同じく朝日新聞子会社のアルファサード株式会社に分割される。同年12月には本社を朝日新聞東京本社ビルに移転予定。

## 運営メディア
出典:
- CNET Japan
- ZDNET Japan
- 鉄道コム
- UchuBiz
- ツギノジダイ
- CNN.co.jp